# Тапперт, Хорст
Хорст Тапперт (нем. Horst Tappert; 26 мая 1923, Вупперталь — 13 декабря 2008, Планег) — немецкий актёр, исполнитель роли легендарного инспектора Деррика из телесериала «Деррик».

## Биография
Родился 26 мая 1923 года в городе Эльберфельде (ныне в составе Вупперталя) в Германии. В годы Второй мировой войны воевал на Восточном фронте, побывал в советском плену. Согласно выпущенной в 2013 году Йоргеном Беккером книге о немецком социологе Элизабет Ноэль-Нойман, Тапперт с 1943 года служил в дивизии СС «Мёртвая голова». Принимал участие в боях за Харьков, где получил ранение.
С 1974 по 1997 год Тапперт сыграл в 281 серии телесериала «Деррик» своего самого знаменитого героя — педантичного, даже скучноватого инспектора Деррика, ставшего популярным во всём мире — сериал с огромным успехом показывался в 104 странах. В первую очередь за эту роль актёр был удостоен целого ряда престижных премий, например, «Золотой камеры» и «Бэмби», а также наград как в Германии, так и за рубежом — в Италии, Австрии, Норвегии, Нидерландах.
После того как стало известно, что во время войны актёр служил в СС, некоторые телеканалы сняли его с показа.
В последние годы Тапперт жил замкнутой жизнью, практически не общаясь с коллегами, со своей третьей женой Урсулой, с которой прожил более полувека, и с детьми от двух первых браков.
Умер 13 декабря 2008 года в планегской клинике в Баварии.

## Автобиография
- Derrick und ich — Meine zwei Leben. Heyne, München 1998, ISBN 3-453-15000-7